# 彥根屏風

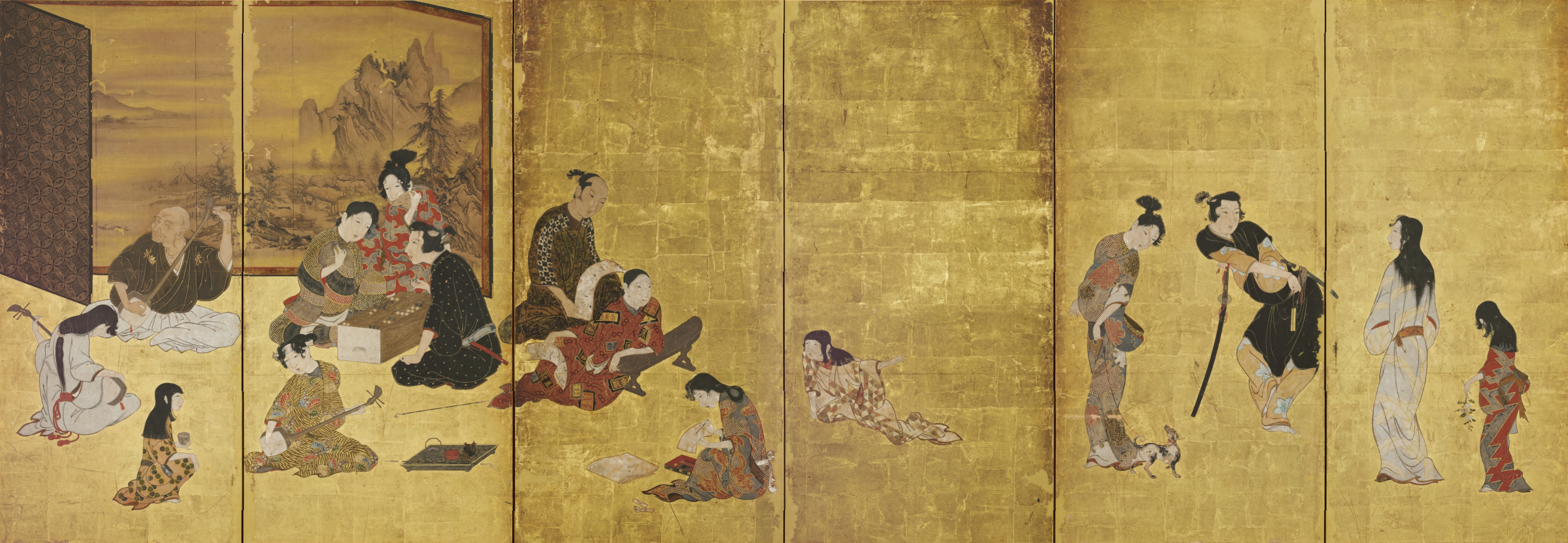
彦根屏風

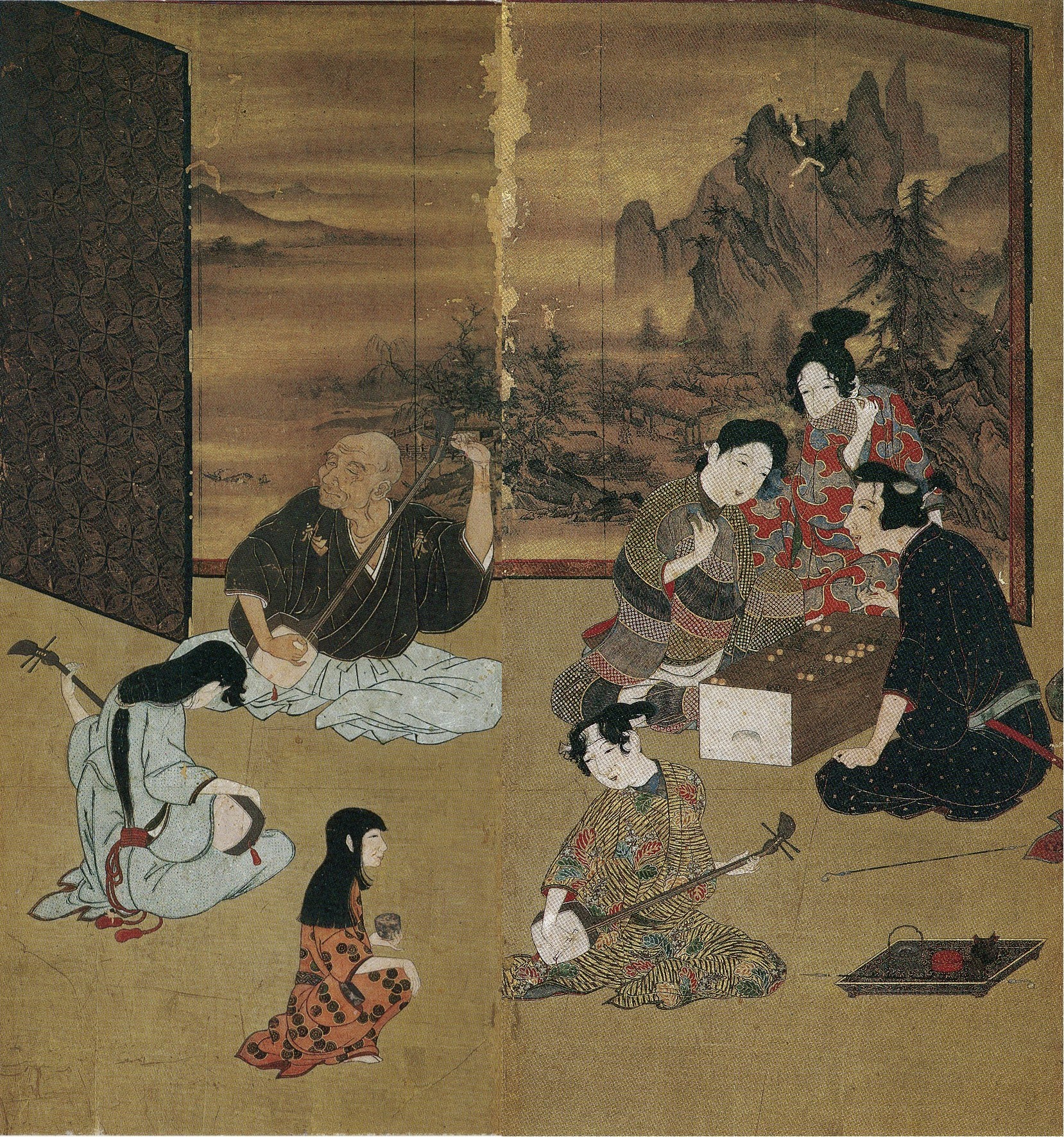
彦根屏風（第5・6扇）

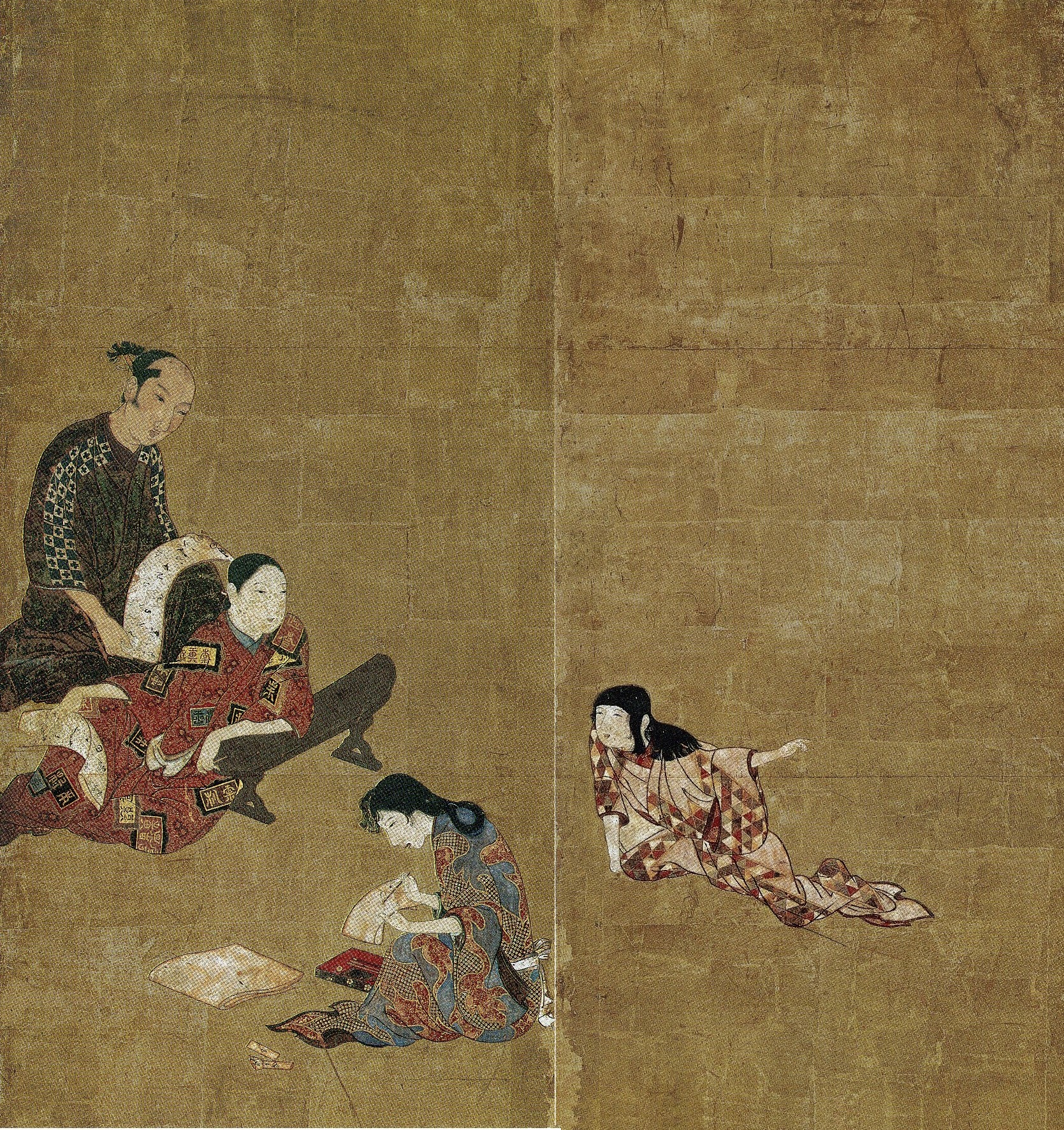
彦根屏風（第3・4扇）

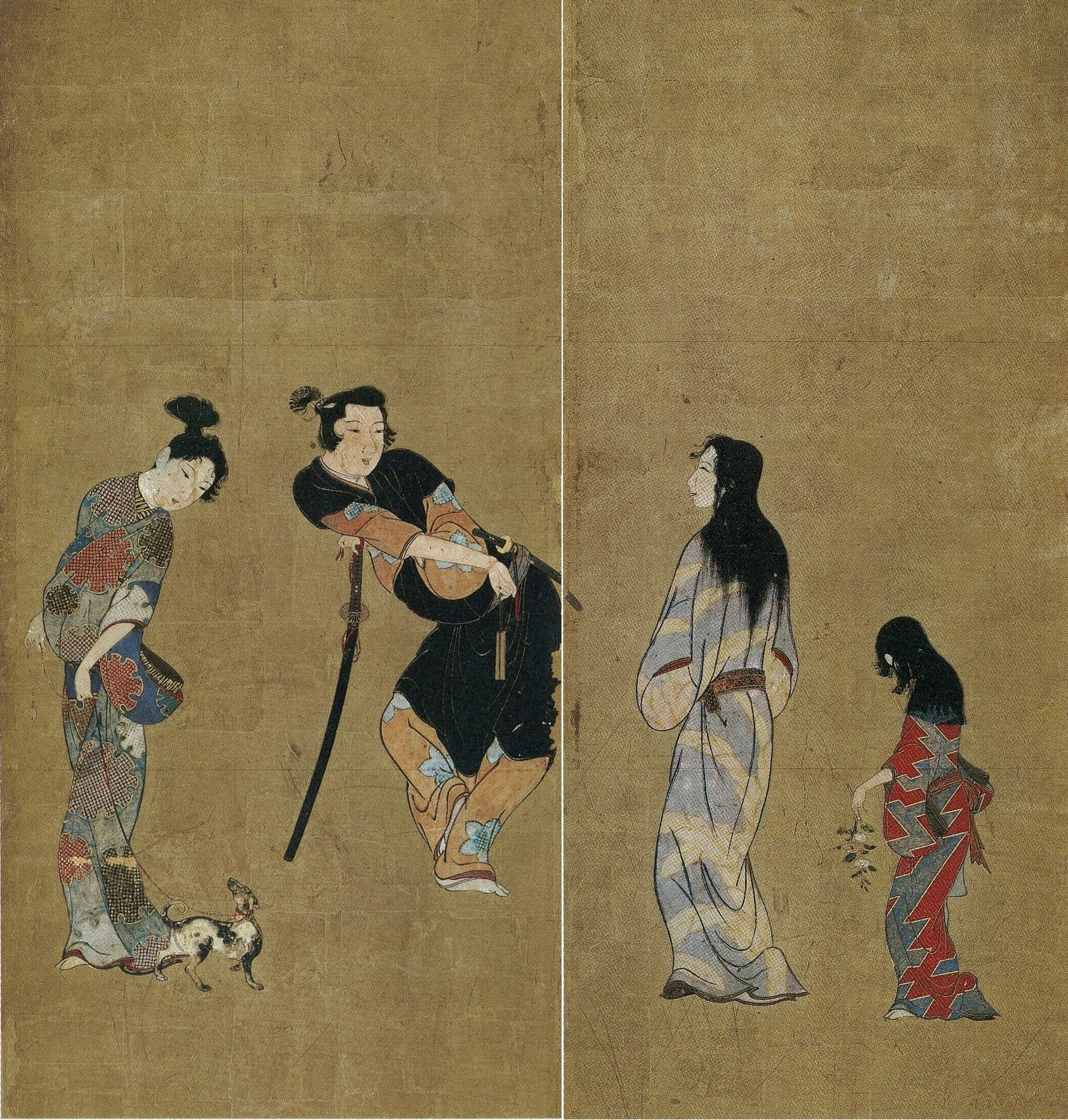
彦根屏風（第1・2扇）

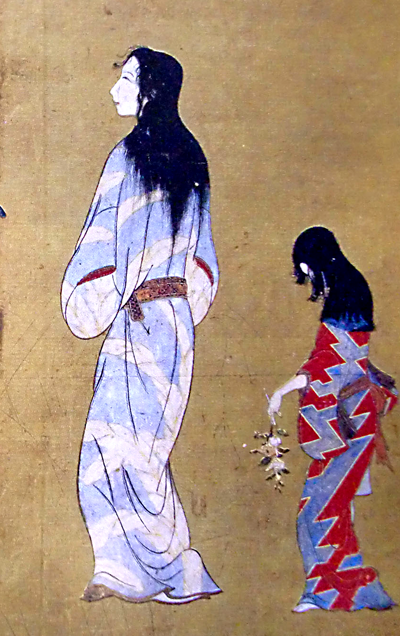
彥根屏風（部分），右側的少女穿著銀青色的衣服，上面繡有朱色的閃電紋樣；左側的女性則穿著帶有芭蕉圖案的袖子（第1扇）。

彥根屏風（彦根屏風（ひこねびょうぶ））是一幅日本彩繪的折屏，作者不詳，製作於寛永時代（約1624年至1644年）。這幅屏風尺寸為94×274.8厘米（37.0×108.2英寸），分為六個部分繪於金箔紙上。描繪了京都六條通的人們演奏音樂和玩遊戲的場景。該屏風來自彥根藩，由屏風的所有者井伊氏所統治。畫作後來成為井伊直親家族的收藏品。目前則由滋賀縣彥根市的彥根城博物館收藏。
這件作品被視為早期近代日本的风俗画代表作品，有些人認為它是浮世繪的最早之作。1955年，它被日本指定為國寶，並獲得了正式名稱「紙本金地著色風俗圖」（紙本金地著色風俗図）。

## 概要
《彥根屏風》所描寫的場景為近世初期的京都六條柳町（通稱三筋町）的遊廓。當時的太夫們正在觀賞於四條河原町上演的遊女歌舞伎。畫中共有十五個男女角色，其中左邊，一個盲人和幾個女性在一幅有山水畫的四屏屏風前演奏三味線。在右邊，則有一群男女玩著雙六棋盤遊戲。
儘管畫中具有享樂和華麗的主題，但畫面中卻散發出一種冷漠而寂寥的氛圍。與其他類似作品的比較和金地的使用方式等，這幅作品的製作年代可以推測為寛永年間，尤其是寛永6年（1629年）前後至11年（1634年）之間。在這個時代，風紀管理變得嚴格，在畫中這樣的景象正在迅速消失。可以推測，這幅畫的委託者和畫師可能是為了追憶他們曾經享受過、如今正逐漸消失的景象而製作的。
觀察畫面的形式，可以指出中國文人們的雅玩「琴棋书画」被替換成當世日本的俗物。也就是說，琴被替換成三味線，棋（圍棋）被替換成雙六，書被替換成艷文，畫則被比喻成屏風中的山水畫。這種趣味在近世繪畫中並不罕見，但彥根屏風是其最早期的作例，並且被傳承到後來的浮世繪中。此外，人物的服裝和個人物品暗示著四個季節，就像傳統的「四季繪」一樣。

## 收藏
與近代早期的幾乎所有屏風一樣，《彥根屏風》的作者、委託人與記錄仍是不明的狀態，人們認為，該幅畫很可能來自社會上層人士、公家、武士家族或町衆的委託。
即使該畫作在井伊家入手之前的傳承者仍是不明，然而早在17世紀中葉，這幅畫就已經繪製了複製作品，包括江戶中期的浮世繪師羽川珍重曾在一張畫板《風俗圖》中，忠實地描繪屏風上靠著刀的少年和指著他的女子，並曾提到該屏風約於1745年在江戶的下谷地區展出，目前這幅《彥根屏風》粉本保存於木挽町狩野家中，使得畫作的來歷很有可能源自江戶時代富裕的高層人士。並在江戶時代的持續模寫和改編，可以看出它早已作為名品而聞名。
根據幕末明治時期的畫師兼漆藝家柴田是真的子女和弟子所述的《是真的前半生》中曾記載，是真曾在一個老江戶家族的收藏發現《彥根屏風》。並受到該畫的影響製作了一份複製或衍生作品，推測這一發現可能發生在1833年至1836年之間，至於衍生作品可能於1840年前後創作。
目前具有明確身份的收藏者則為彥根藩井伊家，據信該畫作成為該家族收藏品的時間不早於江戶時代末期（1853年至1867年）。不過沒有記錄顯示該屏風曾經江戶的井伊家族住所中，雖然也沒有記載顯示它在彥根的家族記錄中，所以可以推測它一直留在首都直到昭和時代。至於獲得該畫作的收藏者，一說則是幕末的大老井伊直弼，或是其前一代井伊直亮所獲得。將畫作歸於直弼收藏的說法是在明治時期出現，當時井伊家因安政大獄等原因，直弼的名聲並不好，但這與直介苦行僧的性格相當不相符。相比而言，直亮則具有高雅的美學意識，他的興趣廣泛，收集了大量的刀劍、樂器、能道具、茶道具，甚至鐘錶和音樂盒等。考慮到這一點，《彥根屏風》反而更適合與直亮相關。
由於《彥根屏風》長期以來一直處於「捲起」的狀態，經過大規模的修復工作後，在裝貼屏風前則中斷工作，變成了「捲起」的狀態。並被嚴密地存放在黑漆三層箱子內，外箱是春慶漆器。基於這些點，可以推測擁有這幅屏風的直亮曾試圖給它配備適當的表具，但在即將完成時去世，繼任的直弼則於與前任格格不入，因此沒有完成表具工作，《彥根屏風》就以捲起的狀態嚴密封存。
茶道家高橋義雄曾在1912年6月30日記錄了在井伊家住所舉行一場能舞活動，家族的第十五代當主井伊直忠（1881年至1947年）展示了許多藝術品，其中包括《彥根屏風》；家族中一位未具名的成員告訴他，「著名的浮世繪畫家瞬間派的彥根屏風」最初是直弼獲得。

1997年後，目前《彥根屏風》已交由彥根城博物館公開展示，並在每年四月公開展出，其他時間則展示其複製品。

## 作者
直到明治時期中期，被認為是近世初期風俗畫的常見作者是岩佐又兵衛。然而，《彥根屏風》與又兵衛的人物描寫和畫中的山水畫法不同，現在更傾向於認為是由狩野派的畫家所創作，但並沒有確切確定是狩野派中的哪位畫家，雖然有一些說法認為是狩野山樂、狩野興以或狩野長信等，但尚未得到廣泛支持。
然而，從作品中明顯可見的對人物髮型和服飾紋樣的痴迷程度以及畫中的畫中畫呈現出的周文式山水畫風格，可以肯定這位畫師具備高超的技藝。

## 外部連結
- 館蔵の名品～彦根城博物館～ （页面存档备份，存于）
- Genre Scene (The Hikone Screen) （页面存档备份，存于） at Hikone Castle Museum website